# Zoe Stevenson
Zoe Stevenson (Tauranga, 19 de junio de 1991) es una deportista neozelandesa que compitió en remo. Es hija del remero Andrew Stevenson.
Ganó tres medallas en el Campeonato Mundial de Remo entre los años 2013 y 2015.

## Palmarés internacional
| Campeonato Mundial | Campeonato Mundial       | Campeonato Mundial | Campeonato Mundial |
| Año                | Lugar                    | Medalla            | Prueba             |
| ------------------ | ------------------------ | ------------------ | ------------------ |
| 2013               | Chungju (Corea del Sur)  | Medalla de plata   | Doble scull        |
| 2014               | Ámsterdam (Países Bajos) | Medalla de oro     | Doble scull        |
| 2015               | Aiguebelette (Francia)   | Medalla de oro     | Doble scull        |